# OpenSocial
OpenSocial は、ウェブベースのソーシャルネットワークアプリケーションのための共通のアプリケーションプログラミングインタフェース（API）群。Google によって開発され、2007年11月1日にリリースされた。
OpenSocial API を実装しているアプリケーション群は、それらをサポートするソーシャルネットワークシステムと相互運用性を持つ。
Myspace、Friendster 、mixi などのサイトが賛同している。
2010年4月現在、日本では以下のようなサイトでOpenSocialベースのAPIが提供されている（提供予定も含む）。
- モバゲー（ディー・エヌ・エー）- モバゲーAPI
- mixi - mixiアプリ
- goo - gooホーム
- GREE - GREE Platform